# 오세이지뽕나무
오세이지뽕나무(Osage---, 학명: Maclura pomifera 마클루라 포미페라[*])는 뽕나무과의 과일 나무이다. 원산지는 미국이다. 미국의 탐험가 메리웨더 루이스의 1804년 기록에 따르면 원주민인 오세이지족 사람들에게서 묘목을 건네받았기 때문에 "오세이지"라는 이름이 붙었다. 오디와 비슷한 열매는 영어권에서 오렌지를 닮았다고 "오세이지오렌지(Osage orange)"라 불리거나, 그 외에도 "헤지애플(hedge apple)", "멍키볼(monkey ball)" 등 다양한 이름으로 불린다.

## 사진

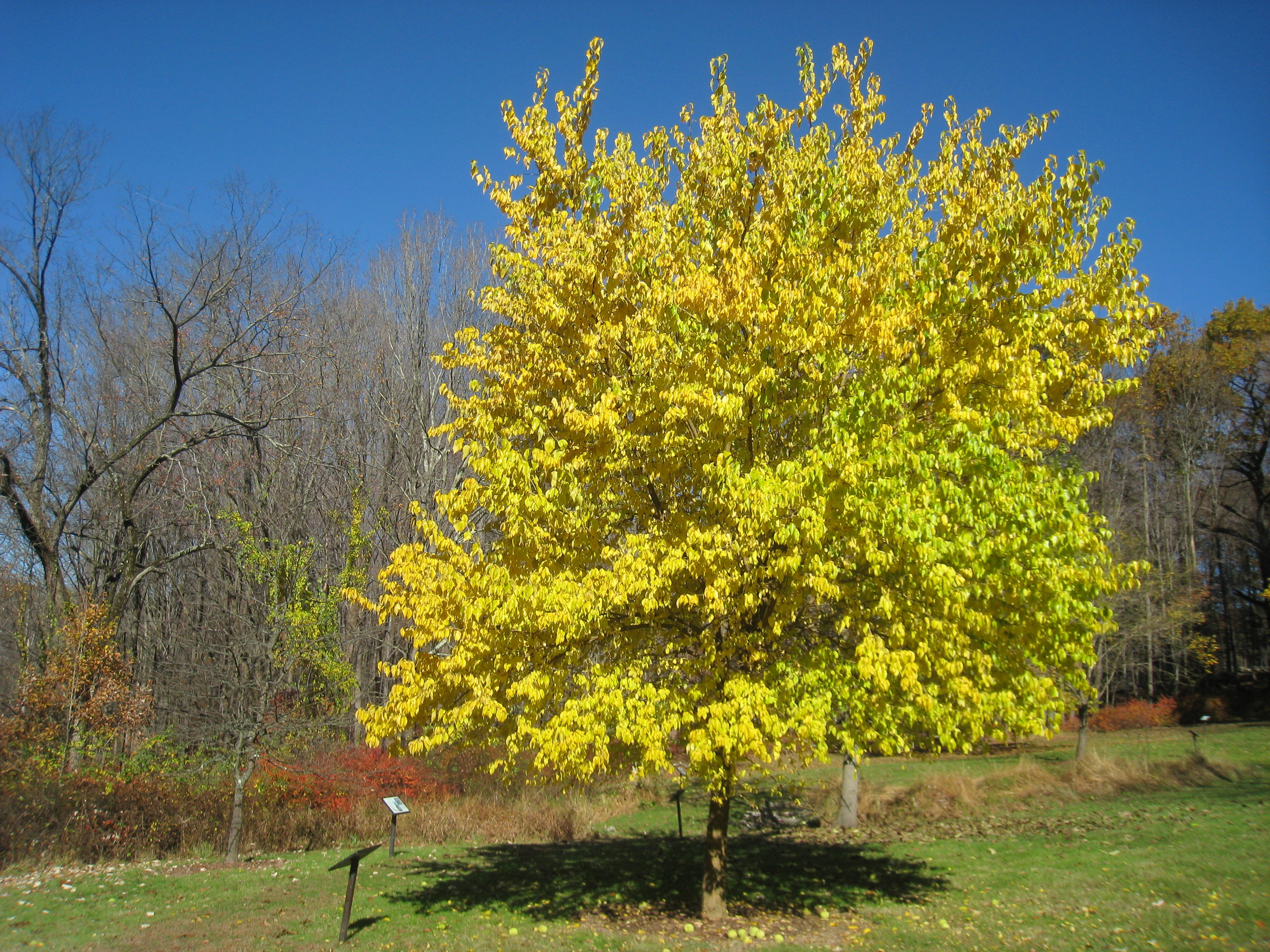
나무
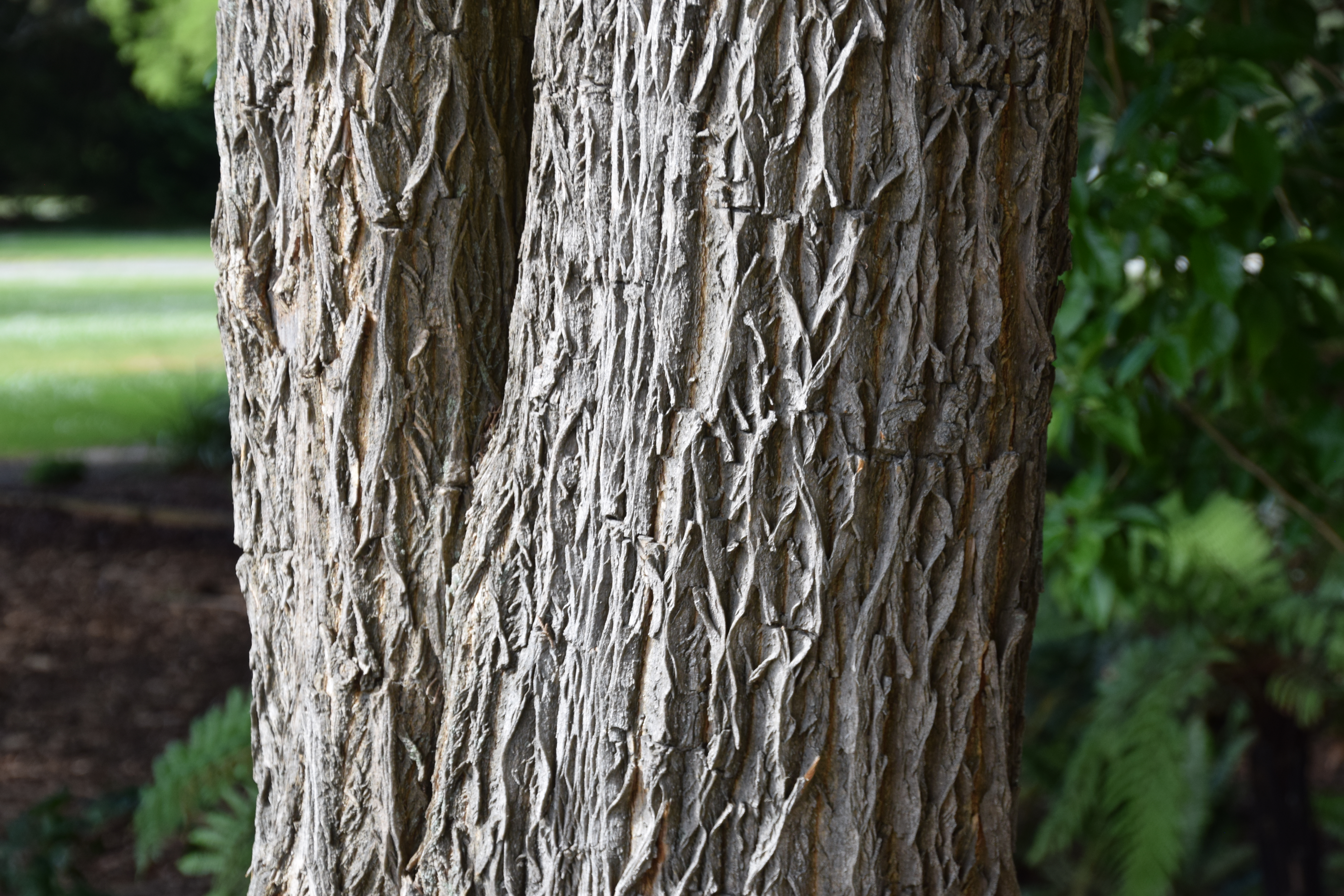
나무줄기
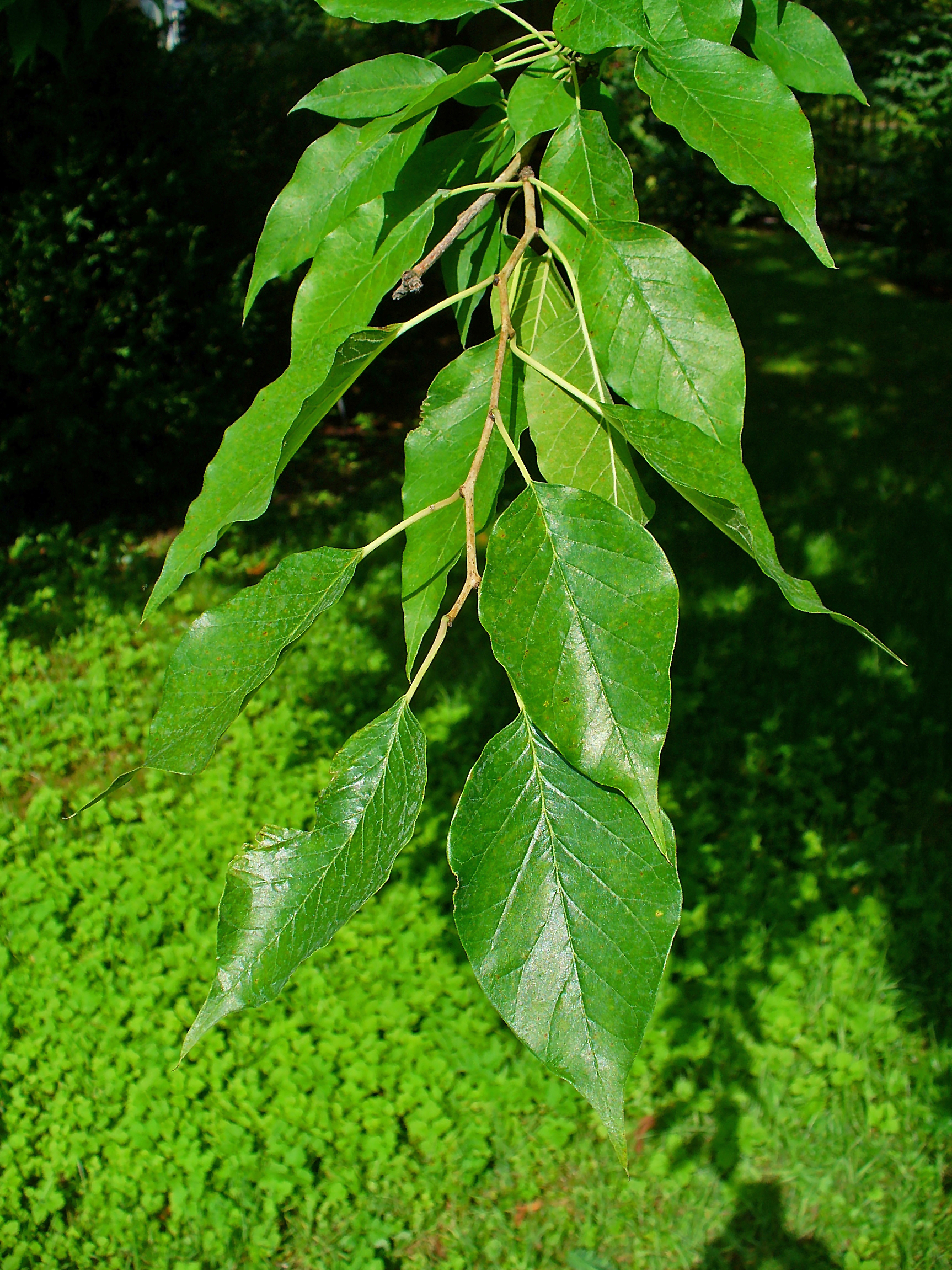
잎
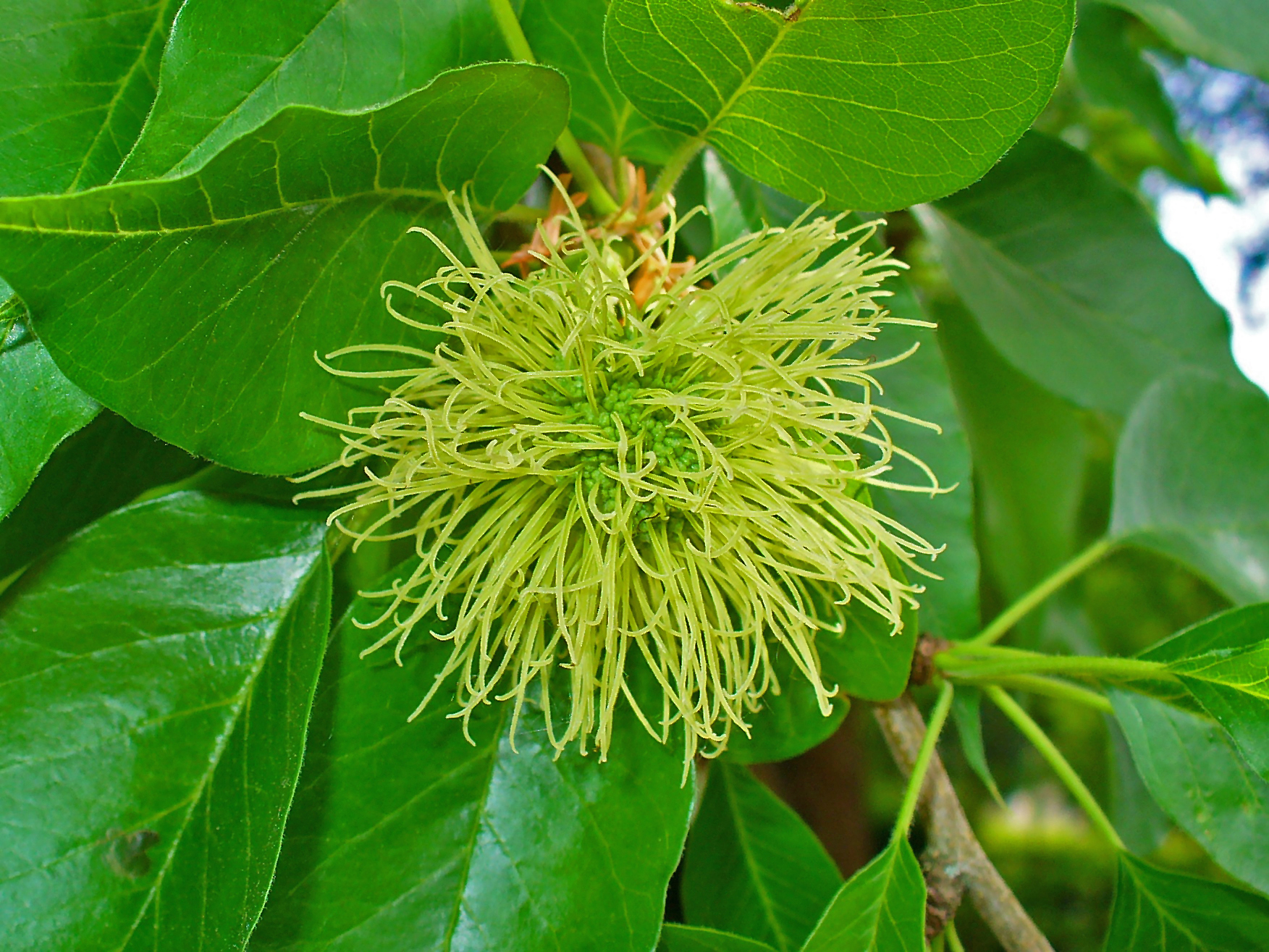
꽃
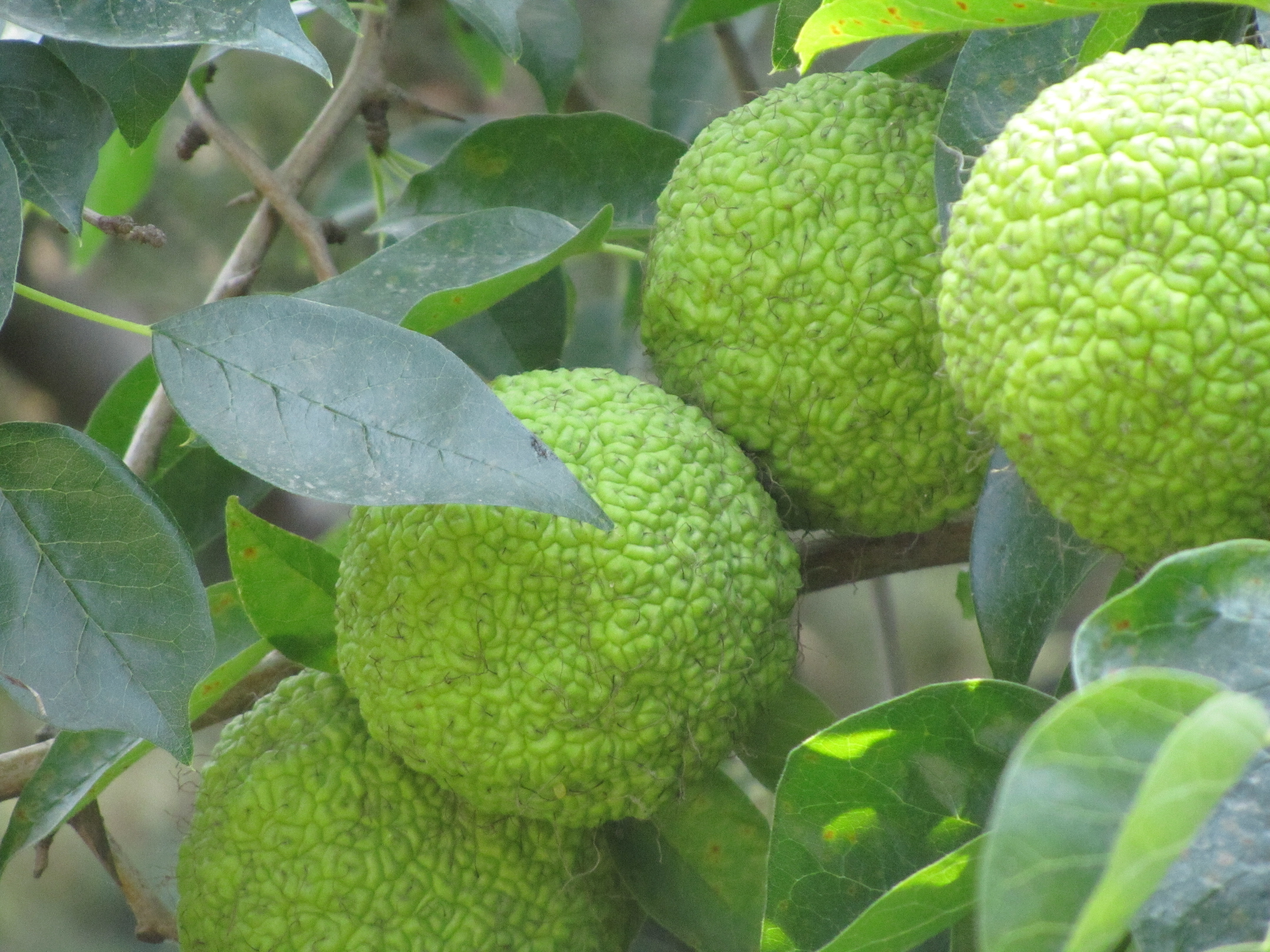
열매
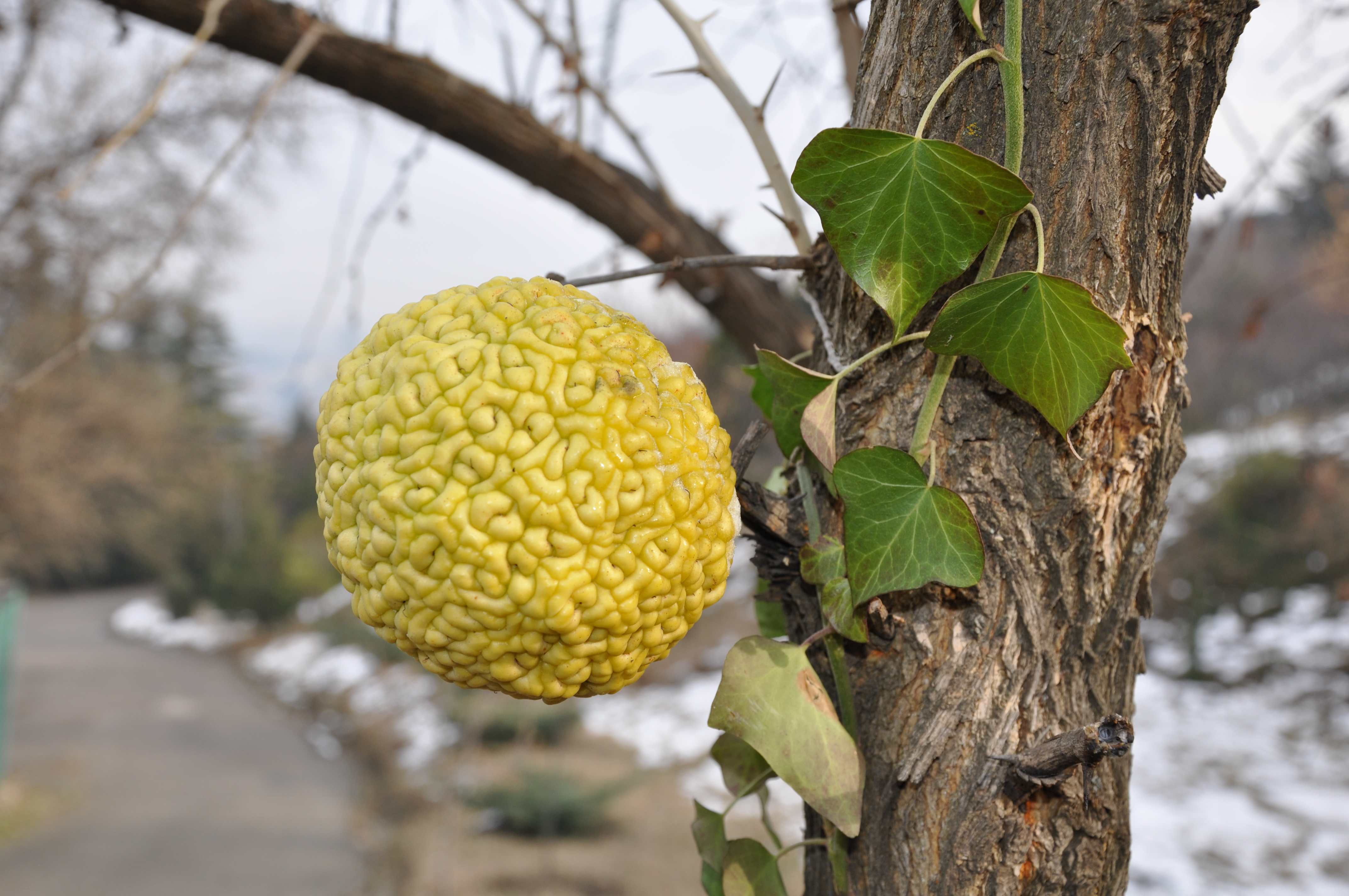
익은 열매
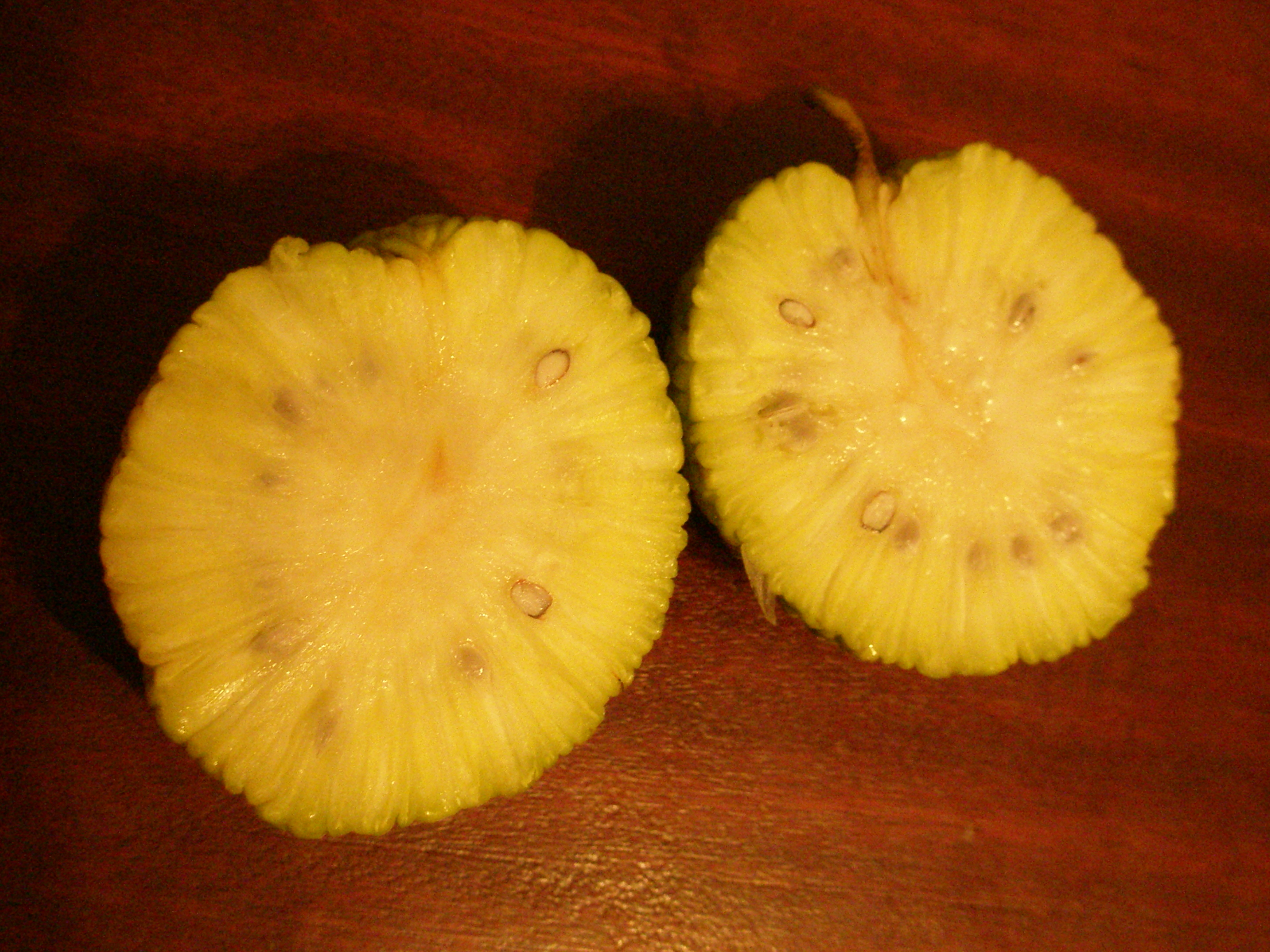
열매 단면